# Alaigne
Alaigne – miejscowość i gmina we Francji, w regionie Oksytania, w departamencie Aude. W 2013 roku jej populacja wynosiła 347 mieszkańców. 

## Zabytki
Zabytki w Alaigne posiadające status Monument historique:
- Porte de Pépi